# Platja de s'Alguer Petit
La platja de s'Alguer Petit és una platja del municipi de Palamós (Baix Empordà), situada al nord de la població, entre la platja de la Fosca i la platja de Castell. Està limitada per la punta dels Porquets, a llevant, i les roques que la separen de la platja de s'Alguer, a ponent. Està rodejada de pins que arriben fins al mar i flanquejada per les barraques de s'Alguer Petit, un conjunt d'antigues barraques de pescadors incloses a l'Inventari del Patrimoni Arquitectònic de Catalunya. Té una longitud de 32 metres i una amplada de 5 metres, formada per còdols i blocs.